# Karl V. (Maine)

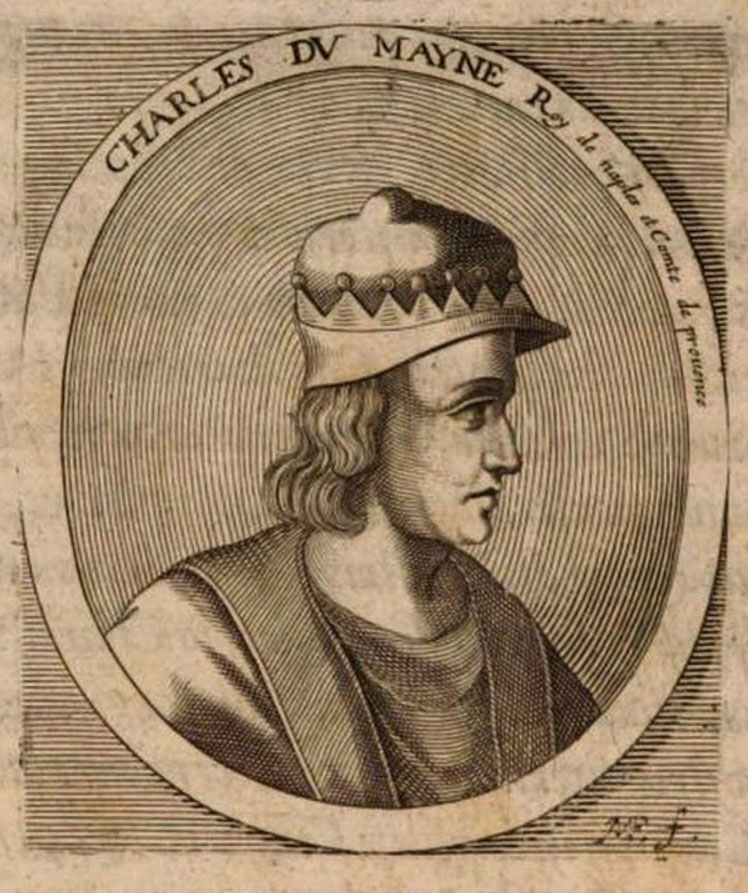
Karl V. von Maine

Karl V. von Maine (* 1436; † 1481 in Marseille) war ab 1472 Graf von Maine, Mortain, Gien und Guise aus dem jüngeren Haus Anjou. Er war der Sohn des Grafen Karl IV. von Maine und dessen Ehefrau Cobella Ruffo.
1474 heiratete er seine Cousine Johanna von Lothringen (* 1458, † 1480), Tochter des Grafen Friedrich II. von Vaudémont und der Jolande von Anjou, einer Tochter seines Onkels René I. von Anjou. Die Ehe blieb kinderlos.
Als René 1480 starb, erbte Karl von ihm das Herzogtum Anjou (als Karl IV.) und die Grafschaften Provence und Forcalquier, nicht aber das Herzogtum Lothringen, das René selbst nur aufgrund seiner Ehe besessen hatte und das an Renés Enkel in weiblicher Linie, René II., ging. Die Ansprüche seines Onkels auf das Königreich Neapel, das Königreich Sizilien und das Königreich Jerusalem nahm Karl hingegen auf.
Karl starb aber bereits im Jahr darauf. Er hinterließ die Provence und den Anspruch auf Neapel etc. dem französischen König, Ludwig XI., Anjou und Maine fielen als erledigte Paragien an die Krone zurück. Die Grafschaft Guise ging an seinen Neffen Ludwig von Armagnac, den Sohn seiner Halbschwester Louise von Anjou (1445–1477).

## Weblink
- Materialsammlung

| Vorgänger | Amt                                             | Nachfolger          |
| --------- | ----------------------------------------------- | ------------------- |
| Karl IV.  | Graf von Maine 1472–1481                        | Krondomäne          |
| Karl IV.  | Graf von Guise 1472–1481                        | Ludwig von Armagnac |
| René I.   | Herzog von Anjou Graf von Provence 1480–1481    | Krondomäne          |
| René I.   | Titularkönig von Neapel und Jerusalem 1480–1481 | Jolande             |

| Personendaten    | Personendaten                                                                                |
| ---------------- | -------------------------------------------------------------------------------------------- |
| NAME             | Karl V.                                                                                      |
| ALTERNATIVNAMEN  | Maine, Karl V. von                                                                           |
| KURZBESCHREIBUNG | Graf von Maine, Mortain, Gien und Guise, Herzog von Anjou, Graf von Provence und Forcalquier |
| GEBURTSDATUM     | 1436                                                                                         |
| STERBEDATUM      | 1481                                                                                         |
| STERBEORT        | Marseille                                                                                    |